# Bernardo Tanlongo

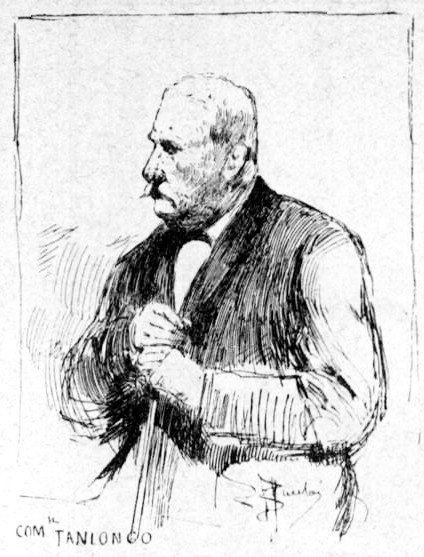
Bernardo Tanlongo durante il processo per lo scandalo della Banca Romana

Bernardo Tanlongo (Roma, 3 settembre 1820 – Roma, 29 luglio 1896) è stato un banchiere italiano.

## Biografia
Nacque a Roma da famiglia di origine genovese.
Nel 1863 figura tra i membri della "Camera primaria di commercio di Roma".
Nel 1871 era indicato come «facoltoso mercante di campagna» che come prestanome (insieme a Giuseppe Guerrini, governatore della Banca Romana) aveva comprato la villa di Castel Gandolfo dal principe Torlonia per la Signora di Mirafiori. Nel 1874 il periodico Don Pirloncino lo indicava come secondo principale possidente di Roma e aggiungeva alcune informazioni:
Come proprietario era contrario a qualsiasi modifica della situazione dell'Agro Romano; grazie alla propria posizione inoltre riuscì a farsi pagare alcuni terreni espropriati come se si trattasse di terreni edificabili.
Già vice-governatore, dal 1881 fu governatore della Banca Romana e nel 1890 anche presidente della Camera di Commercio di Roma.
Avendo acquistato diverse ville e proprietà attorno a Roma, si inserì anche in alcune speculazioni edilizie e nel 1886 il comune di Roma approvò il suo progetto di lottizzazione di villa Massimo.

## Scandalo della Banca Romana
Come governatore della Banca Romana per oltre un decennio, elargì fondi a partiti per le elezioni, a deputati per ottenere voti favorevoli e a giornalisti per influenzare a proprio favore l'opinione pubblica; si occupò del salvataggio della Banca Tiberina per proteggere gli interessi di investitori altolocati (legati al re Umberto I).
Nel 1892 fu nominato senatore dal re e prestò giuramento. Dopo che le sue attività divennero pubbliche grazie a un'inchiesta parlamentare, ostacolata da deputati e ministri coinvolti, fu arrestato il 19 gennaio 1893. La nomina a senatore, non ancora convalidata dal Senato, fu ritirata con decreto del dicembre 1893.
Nel 1894, al termine del processo, fu assolto da tutte le accuse, nonostante avesse confessato diversi reati.
Ritiratosi a vita privata, morì nel 1896.